# سرهی ناهورنیاک
سرهی ناهورنیاک (اوکراینی: Сергій Миколайович Нагорняк؛ زادهٔ ۵ سپتامبر ۱۹۷۱) بازیکن فوتبال اهل اوکراین است.
از باشگاه‌هایی که در آن بازی کرده‌است می‌توان به باشگاه فوتبال متالورگ زاپروژیا، باشگاه فوتبال دنیپرو، باشگاه فوتبال آرسنال کی‌یف، باشگاه فوتبال اسپارتاک مسکو، باشگاه فوتبال گوانگ‌ژو سیتی، باشگاه فوتبال شاختار دونتسک، باشگاه فوتبال جیانگسو، باشگاه فوتبال شاندونگ تایشان، و باشگاه فوتبال فورسکلا پولتاوا اشاره کرد.
وی همچنین در تیم ملی فوتبال اوکراین بازی کرده‌است.